# Can’t Nobody
Can’t Nobody – singiel amerykańskiej piosenkarki Kelly Rowland. Utwór pochodzi z jej pierwszego solowego albumu Simply Deep (z 2002 roku). Piosenkę napisali Rich Harrison, Robert "Syke Dyke" Reed i Tony Fisher.

## Formaty i lista utworów
| International CD single I 1. "Can’t Nobody (Album Version)" 2. "Can’t Nobody [Cedsolo HipHop Remix]" 3. "Can’t Nobody" (featuring Lil' Flip) 4. "Can’t Nobody" (featuring Jakk Frost) 5. "Can’t Nobody [Silk-Mix.com 80's HipHop-Flava 12]" 6. "Can’t Nobody" (Video) International CD single II 1. "Can’t Nobody" (Radio Edit) 2. "Can’t Nobody [Silkmix House Mix Pt. 1&2 Edit]" 3. "Can’t Nobody [Maurice's Nu Soul Mix Edit]" 4. "Can’t Nobody [Charlie's Nu Soul Mix]" US 12" Single Side A 1. "Can’t Nobody" (Album Version) 2. "Can’t Nobody" (Instrumental) 3. "Cant' Nobody" (A Capella) 4. "Can’t Nobody" (Maurice's Nu Soul Mix) Side B 1. "Can’t Nobody" (Charlie's Nu Soul Mix) 2. "Can’t Nobody" (Charlie's Nu Soul Mix Instrumental) 3. "Can’t Nobody" (Azza's Nu Soul Mix) | US 12" Promo Side A 1. "Can’t Nobody" (SilkMix.com House Mix Pt. 1 & 2) Side B 1. "Can’t Nobody" (SilkMix.com Retro-House Remix) 2. "Can’t Nobody" (SilkMix.com Retro-House Instrumental) US CD Promo 1. "Can’t Nobody" (Radio Edit) 2. "Can’t Nobody" (Instrumental) 3. "Can’t Nobody" (A capella) UK CD single I 1. "Can’t Nobody" 2. "Can’t Nobody" [Cedsolo Hip Hop Remix] 3. "Stole" [La Nu Soul Mix] 4. "Can’t Nobody" (Video) UK 12" Single Side A 1. "Can’t Nobody" (Album Version) 2. "Can’t Nobody" (Cedsolo Hip Hop Remix) 3. "Can’t Nobody" (Cedsolo Hip Hop Remix Instrumental) Side B 1. "Can’t Nobody" (featuring Jakk Frost) 2. "Can’t Nobody" (featuring Lil' Flip) 3. "Can’t Nobody" (Album Instrumental) |